# گریس تورپ
گریس فرانسیس تورپ (۱۰ دسامبر ۱۹۲۱–۱ آوریل ۲۰۰۸) ، فعال محیط زیست آمریکایی و حقوق بومیان بود. او در سپاه نظامی زنان خدمت کرد و برای خدماتش به عنوان سرجوخه در کمپین لشکرکشی گینه نو، نشان ستاره برنزی دریافت کرد. او در دانشگاه تنسی در ناکسویل و دانشکده حقوق انطاکیه تحصیل کرد و به یک قاضی دادگاه منطقه‌ای قبیله‌ای تبدیل شد. در سال ۱۹۹۹، او به دلیل مخالفتش با ذخیره‌سازی زباله‌های سمی و رادیواکتیو در زمین‌های بومی، جایزه‌ی آینده‌ی بدون هسته‌ای را دریافت کرد.
پدرش جیم تورپ بازیکن مشهور فوتبال آمریکایی و ورزشکار المپیکی بود. مجموعه‌ی گریس تورپ توسط موزه‌ی ملی سرخ‌پوستان ایالات متحده آمریکا نگهداری می‌شود.

## زندگی شخصی
تورپ در ۱۰ دسامبر ۱۹۲۱در اوکلاهما بدنیا آمد. پدرش جیم تورپ و مادرش ایوا مارگارت میلر بودند. میراث قبیله ای او شامل پوتاواتومی، کیکاپو، ساک و فاکس، و اصل و نسب منومینی بود و او از نوادگان مستقیم شاهین سیاه (رهبر) بود. او در ییل، اوکلاهاما در خانه پدرش به دنیا آمد که اکنون به موزه تبدیل شده‌است و به عنوان " خانه جیم تورپ " شناخته می‌شود و گردشگران می‌توانند در تمام طول سال از آن بازدید کنند. گریس چهارمین و کوچک‌ترین فرزند بود. بزرگ‌ترین خواهرش گیل مارگارت در سال ۱۹۱۷، برادرش جیمز در سال ۱۹۱۸ و خواهرش شارلوت ماری در سال ۱۹۱۹ بدنیا آمده بودند. برادرش جیمز قبل از رسیدن به سنین نوجوانی بر اثر فلج اطفال درگذشت.
در زمان تولد گریس، پدرش، جیم تورپ، قبلاً مدال‌آور المپیک بود. هنگامی که ایوا و جیم در سال ۱۹۲۳ از هم جدا شدند، جیم به کالیفرنیا نقل مکان کرد تا حرفه فیلم را دنبال کند، در حالی که ایوا شارلوت، گیل و گریس را به شیکاگو برد. گریس قبل از اتمام دبیرستان چندین سال با هر دو والدین زندگی کرد. جیم در طول زندگی خود دو بار دیگر ازدواج کرد و به گریس چهار برادر ناتنی داد که او با آنها تعامل کمی داشت. با این حال، گریس با پدرش صمیمی بود و در حین جابجایی او در سراسر کشور، مکرراً با او ملاقات می‌کرد.

## جنگ جهانی دوم
گریس می‌خواست در طول جنگ جهانی دوم به کشورش خدمت کند. اگرچه او محل خدمت خود را در مکان‌هایی مانند پاریس یا آتن تصور کرده بود، اما از سال ۱۹۴۴ تا ۱۹۴۵ به عنوان سرجوخه در فیلیپین، ژاپن و گینه نو خدمت کرد پس از ترخیص افتخاری در سال ۱۹۴۵، او در ژاپن ماند. او کار خود را در ژاپن در ستاد ژنرال مک آرتور به عنوان رئیس بخش استخدام، وزارت غیرنظامیان ارتش، توکیو آغاز کرد. در ژوئن ۱۹۴۶، او با ستوان فرد دبلیو سیلی (۱۹۱۸–۲۰۰۸) ازدواج کرد. آنها با هم صاحب دو فرزند به نام‌های داگمار تورپ (۱۹۴۶) و پل تورپ (۱۹۴۸–۱۹۶۴) شدند که هر دو در ژاپن به دنیا آمدند. در سال ۱۹۵۰، این زوج طلاق گرفتند و تورپ و فرزندانش ژاپن را ترک کردند و به ایالات متحده بازگشتند تا در پرل، نیویورک، نزدیک خانه پدرش زندگی کنند. در سال ۱۹۶۷، گریس به آریزونا نقل مکان کرد و شروع به تمرکز بر فعالیت حقوقی نمود.

## حرفه نظامی
در سال ۱۹۴۳، تورپ در ارتش نام‌نویسی کرد و به سپاه نظامی زنان پیوست. پس از فارغ‌التحصیلی از مرکز آموزشی اوگلتورپ، جورجیا، تورپ به درجه سرجوخه ارتقا یافت. او تا زمانی که به کمپین گینه نو اعزام شد، به عنوان مسئول استخدام برای سپاه نظامی زنان در توسان و کمپ وایت در اورگان خدمت کرد. او متعاقباً در فیلیپین و ژاپن مستقر شد. او بعداً برای خدماتش در نبرد گینه نو یک ستاره برنز دریافت کرد.

## کار در کنگره ایالات متحده
در اواسط دهه ۱۹۷۰ گریس تورپ در تعاملات خود با کنگره ایالات متحده از منافع بومیان نمایندگی می‌کرد. در سال ۱۹۷۴ او به عنوان دستیار قانونگذاری در کمیته فرعی سنا برای امور بومیان آمریکایی مشغول به کار شد. او سپس به عضویت هیئت بررسی سیاست سرخپوستان آمریکا درآمد و در زمینه ارتباطات و اطلاعات عمومی کار کرد. هیئت بررسی سیاست برای بهبود ایجاد و اجرای سیاست‌های کنگره در مورد گروه‌های بومی ایجاد شد و از سال ۱۹۷۵ تا ۱۹۷۷ فعال بود.

## حرفه حقوقی
تورپ در سال ۱۹۸۰ مدرک لیسانس خود را در حقوق سرخپوستان آمریکایی در دانشگاه تنسی، ناکسویل، گرفت او همچنین به عنوان قاضی دادگاه منطقه ای پاره وقت برای پنج قبیله اوکلاهاما کار می‌کرد.
گریس فرانسیس تورپ در ۱ آوریل ۲۰۰۸ بر اثر عوارض ناشی از حمله قلبی درگذشت. او به خاطر میراث نظامی، حقوقی و فعالانه اش به یاد می‌آید.